# Tochtamysz Girej
Tochtamysz Girej (ur. 1589  – zm. 1608) – chan krymski w latach 1607–1608.
Pochodził z dynastii Girejów, był synem Gazy II Gireja, a wnukiem Dewlet Gireja. Na tronie chanatu zastąpił swego ojca, natomiast jego następcą był Selamet I Girej.